# Europese kampioenschappen judo 1971
De Europese kampioenschappen judo 1971 werden op 22 en 23 mei 1971 gehouden in Göteborg, Zweden. 

## Resultaten
| Gewichtsklasse | Goud                 | Zilver                | Brons                            |
| -------------- | -------------------- | --------------------- | -------------------------------- |
| – 63 kg        | Jean-Jacques Mounier | Shengeli Pitskhelauri | Karl-Heinz Werner Ferenc Szabó   |
| – 70 kg        | Rudolf Hendel        | Antoni Zajkowski      | Valery Dvoinikov Pierre Guichard |
| – 80 kg        | Guy Auffray          | Guram Gogolauri       | Brian Jacks Patrick Clement      |
| – 93 kg        | Helmut Howiller      | Vladimir Pokataev     | Ernst Eugster Peter Snijders     |
| + 93 kg        | Willem Ruska         | Valentin Gutsu        | Givi Onashvili Alfred Meier      |
| Open           | Vitaly Kuznetsov     | Santiago Ojeda        | Reinhard Otto Henk Kruys         |

## Medailleklassement
| Plaats | Land                           | Goud | Zilver | Brons | Totaal |
| 1      | Frankrijk                      | 2    | –      | 2     | 4      |
| 2      | Duitse Democratische Republiek | 2    | –      | 1     | 3      |
| 3      | Sovjet-Unie                    | 1    | 4      | 2     | 7      |
| 4      | Nederland                      | 1    | –      | 3     | 4      |
| 5      | Polen                          | –    | 1      | –     | 1      |
| 5      | ESP                            | –    | 1      | –     | 1      |
| 7      | Bondsrepubliek Duitsland       | –    | –      | 2     | 2      |
| 8      | Hongarije                      | –    | -      | 1     | 1      |
| 8      | Verenigd Koninkrijk            | –    | -      | 1     | 1      |
|        | Totaal                         | 6    | 6      | 12    | 24     |